# Meines Vaters Pferde I. Teil Lena und Nicoline
Meines Vaters Pferde I. Teil Lena und Nicoline ist eine deutsche Literaturverfilmung des Regisseurs Gerhard Lamprecht aus dem Jahr 1953 in Schwarzweiß. Die Hauptrollen sind mit Eva Bartok, Curd Jürgens, Martin Benrath und Sonja Sutter besetzt worden. Das Drehbuch stammt von Horst Budjuhn. Es beruht auf dem gleichnamigen 1951 erschienenen Roman von Clemens Laar. Im deutschsprachigen Raum kam das Filmdrama erstmals am 21. Januar 1954 in die Kinos.

## Handlung
„Dies ist die Geschichte eines Deutschen: Wir sind im Nachkriegsjahr 1950“: Schwerverwundet ist der junge Soldat Jürgen Godeysen nach dem Zweiten Weltkrieg aus sowjetischer Kriegsgefangenschaft in seine Heimat zurückgekehrt. Professor Gunthermann hat schon dreimal versucht, den Granatsplitter aus seiner Schädeldecke zu entfernen, musste die lebensgefährliche Operation aber jedes Mal verschieben, weil der Patient einen mangelnden Lebenswillen zeigte. Jetzt probiert es der Professor mit einer List: Nachdem ihm das Schicksal ein junges Mädchen zugespielt hat, das schon lange versucht, Jürgen Godeysen zu finden, spannt er die Fremde als Werkzeug ein. Sie ist im Besitz der Tagebücher von Jürgens Vater Michael und soll diese, die von den Freuden und Leiden eines schicksalsreichen Lebens erzählen, dem Kranken vorlesen. Michael Godeysen hat seinem Tagebuch die Worte vorangestellt: „Denn unzerstörbar und ewig ist des Menschen Herz“.
Der erste Teil, der an einem Tag im Mai im Jahre 1897 beginnt, schildert die Liebe des ehemaligen Offiziers der Ulanen und begnadeten Pferdezüchters Michael Godeysen zu der Berlinerin Lena und später zu der irischen Aristokratin Nicoline. Lena liebt Michael sehr, muss sich aber von ihm trennen, da sie auf Wunsch ihrer Eltern einen anderen, besser gestellten Mann heiraten wird. Nicoline, die von Michael sehr geliebt wird, ist bereits mit Pat, einem irischen Aristokraten verheiratet, mit dem Michael befreundet ist. Als Michael Nicoline seine Liebe gesteht, macht sie ihm klar, dass sie immer nur ihren Mann geliebt habe. Obwohl Pat Nicolines geliebtes Pferd Abony bei einem waghalsigen Turnier bewusst in den Tod geritten und sich selbst dabei schwer verletzt hat, ist für die junge Frau klar, dass sie an die Seite ihres Mannes gehört. Erschwerend kommt hinzu, dass Pat sich den irischen Freiheitskämpfern angeschlossen hat und der Secret Service nun hinter ihm her ist. Den Vorschlag sein Land zu verlassen, lehnt Pat mit der Bemerkung ab, Flucht sei kein Ausweg und außerdem könne er seine Leute doch nicht im Stich lassen. Als Lady Nicoline Michael ausrichten lässt, dass man nicht von seinem Weg herunter dürfe, verlässt er Irland in Richtung Heimat. Wie schon bei der Geschichte mit Lena, wo das Pferd Bajar, eine wichtige Rolle einnahm, ist auch bei der Episode mit Nicoline wiederum ein Pferd im Spiel, die Stute Abony und etwas später ihr Fohlen Lena.
Anfangs etwas zaghaft, im Laufe der Zeit aber immer sicherer werdend, liest das Mädchen dem Patienten aus dem Tagebuch vor. Sie ist die Enkelin von Pat und der irischen Aristokratin Nicoline. Ganz langsam keimt in beiden Personen so etwas wie Liebe zueinander auf. Als das Mädchen, das ebenfalls den Namen Nicoline trägt, den ersten Teil des Tagebuchs beendet hat, beginnt es mit dem zweiten.
„Der Kampf um das Leben des Sohnes geht weiter, aber wird das Tagebuch seines Vaters auch wirklich die heilende Kraft besitzen, um Jürgen Godeysen, den man um seinen Glauben betrogen hat, zu retten? Der zweite Teil wird davon erzählen.“
Die Fortsetzung schildert der Film Meines Vaters Pferde II. Teil Seine dritte Frau.

## Produktion und Hintergrund
Die Filmaufnahmen entstanden im Celler Landgestüt sowie in Bremen, Verden an der Aller, Stade, Hamburg, Schneverdingen und in Irland. Es handelt sich um eine Produktion von Carlton Film. Die Bauten schuf der Filmarchitekt Max Mellin. Herbert Ploberger steuerte die Kostüme bei. Die Reitaufnahmen stammen von Günther Anders. Der Film wurde hergestellt unter dem Protektorat des Deutschen Olympiade Komitees für Reiterei.
DVD
Der Film erschien in einer beide Teile zusammenfassenden (gekürzten) Fassung am 21. Juli 2006 auf DVD, Spielzeit 190 Minuten, Anbieter: Kinowelt Home Entertainment. Am 13. April 2013 veröffentlichte Dynasty Film (Intergroove) Meines Vaters Pferde innerhalb der Rubrik „Deutsche Filmklassiker“ ebenfalls auf DVD.

## Kritik
Das Lexikon des internationalen Films urteilte, der erste Teil weise einen „leicht gesellschaftskritischen, von vielen schönen Landschafts- und Reiterbildern geprägten Generationenfilm“ auf, störend sei aber ein „uneinheitlicher“ Handlungsrhythmus.

## Quelle
- Programm zum Film: Das Neue Film-Programm, erschienen im gleichnamigen Verlag H. Klemmer & Co., Neustadt an der Weinstraße, ohne Nummernangabe, siehe → Meines Vaters Pferde I. Teil